# Nordliicht TV
Nordliicht TV est une chaîne de télévision régionale luxembourgeoise desservant le Nord du Grand-Duché.

## Histoire de la chaîne
Nordliicht TV est créé en 1996 sur demande des quelque 70 000 habitants du Nord du Grand-Duché de Luxembourg, qui se sentent un peu abandonnés des médias qui privilégient davantage le sud du pays et la ville de Luxembourg où se joue l'activité politique et économique.
Cette chaîne régionale privée qui souhaite donc rendre compte de l'activité et de la vie des Nord-luxembourgeois a commencé ses émissions le 23 avril 1997.

## Organisation

### Dirigeants
Directeur :
- Johny Pissinger

Rédacteur en chef :
- Irène Pissinger-Engelmann

### Capital
Nordliicht TV est détenue à 100 % par Nordliicht S.A.R.L.